# فرودگاه پارک صنعتی هپدال
فرودگاه پارک صنعتی هپدال (به انگلیسی: Hopedale Industrial Park Airport) یک فرودگاه همگانی با کد یاتا 1B6 است که یک باند فرود آسفالت دارد و طول باند آن ۹۶۷ متر است. این فرودگاه در شهر هوپدیل، ماساچوست کشور ایالات متحده آمریکا قرار دارد و در ارتفاع ۸۲ متری از سطح دریا واقع شده‌است.